# Alexanderkirche (Tampere)

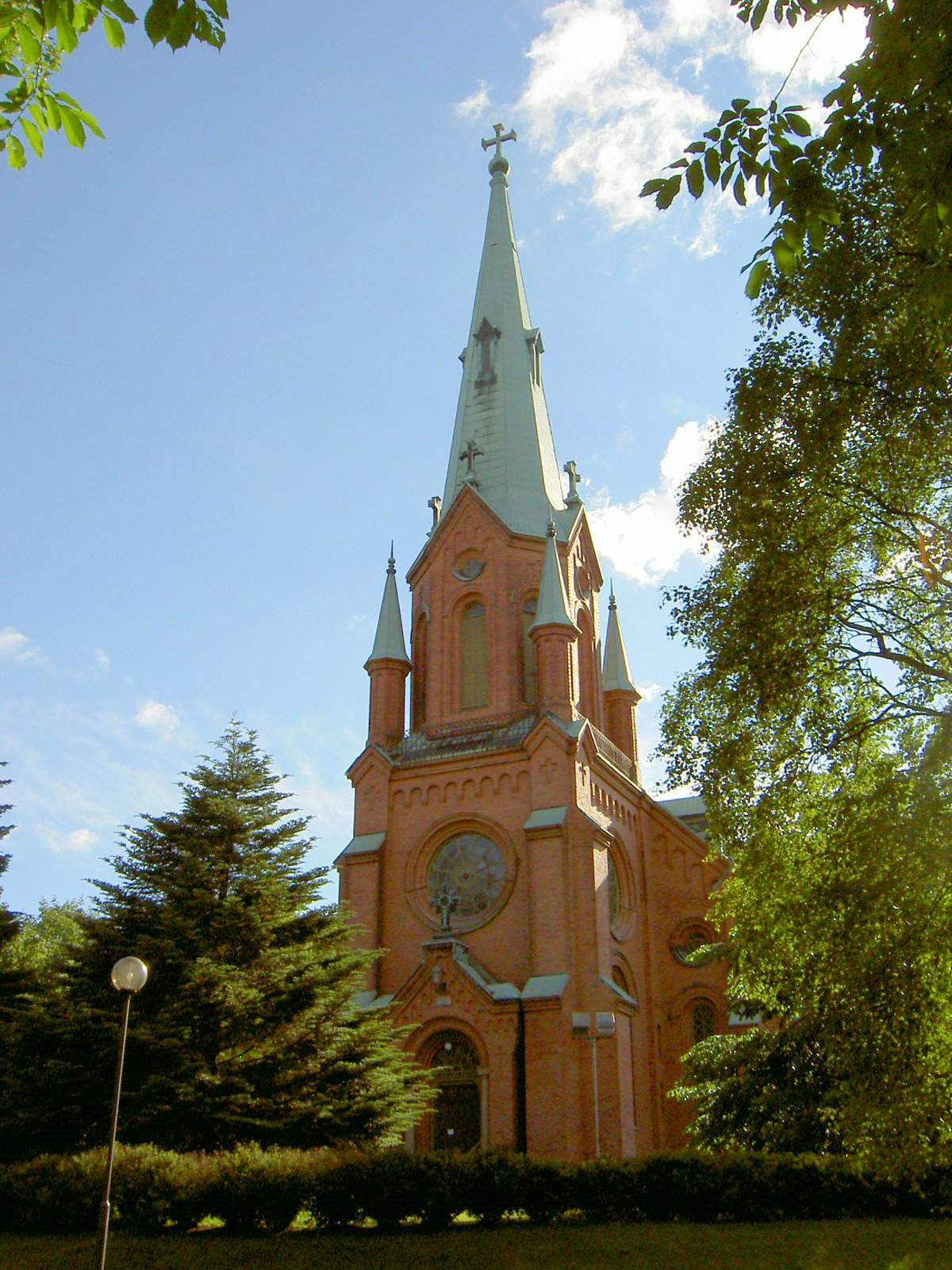
Alexanderkirche (Turmseite)

Die evangelisch-lutherische Alexanderkirche (finn. Aleksanterin kirkko) in Tampere trägt den Namen des russischen Zaren und Großfürsten von Finnland, Alexander II. 25 Jahre nach dessen Thronbesteigung wurde am 2. März 1880 der Grundstein der Kirche gelegt. Am ersten Adventssonntag 1881 (27. November) wurde sie schließlich geweiht.
Der Architekt Theodor Decker entwarf ein im Wesentlichen neugotisches Gotteshaus, das jedoch im Inneren auch neoromanische Elemente aufweist. Das 1883 von Alexandra Frosterus-Såltin gemalte Altarbild zeigt die Verklärung des Herrn.
Während Mal- und Renovierungsarbeiten im Jahr 1937 kam es zur Auslösung eines Brandes. Dabei kam die Inneneinrichtung größtenteils zu Schaden. Ein Jahr später, im Dezember 1938, konnte die Kirche wieder genutzt werden. In diesem Jahr erhielt die Alexanderkirche auch ihre Orgel mit 56 Registern. 1980 schloss sich eine weitere Renovierung an.